# 우정의 문화열차
우정의 문화열차(友情의 文化列車)는 문화부와 철도청에서 지역(향토) 문화 진흥을 위하여 1991년 한시적으로 운행한 관광열차이다.

## 개요
우정의 문화열차는 1991년 10월 문화의 달을 맞아 문화부에서 추진한 ‘문화의 생활화’ 캠페인의 일환으로 추진된 사업이었다. 이 열차 운행의 취지는 철도를 이용한 문화 교류를 통하여 전국을 하나로 잇자는 것이었다. 이 열차에는 각지의 예술인 200여 명이 탑승하여, 차내와 경유지에서 문화 공연을 펼쳤다.
1991년 10월 28일 10시 임진각 광장에서 발대식을 진행한 뒤 11시 45분 문산역을 출발한 열차는, 13시 25분 안양역, 14시 9분 천안역, 16시 50분 대전역, 29일 10시 40분 이리역, 14시 51분 순천역, 30일 13시 5분 마산역, 31일 14시 16분 안동역, 15시 27분 영주역, 11월 1일 10시 40분 제천역, 13시 29분 원주역, 16시 44분 청량리역에 도착하는 계획이었다.
구체적으로 임진각에서 〈우리의 소원〉을 합창하였으며, 천안역에서 국립국악원 무용단과 천안시립농악단 등이 ‘민요잔치’를 열었다. 대전역에서는 ‘EXPO 93’(1993년 대전 세계 박람회)이라는 주제로 코리아나와 대전시립합창단 등이 가요 공연을 진행하였으며, 이리역에서는 ‘풍년잔치’라는 이름으로 농악, 부채춤, 사물놀이 등을 펼쳤다. 순천역에서는 궁중무용, 선녀춤, 판소리 등을 ‘춤의 잔치’라는 이름 하에 공연하였으며, 마산역에서는 〈가고파〉를 부르며 ‘가곡잔치’를 진행하였다. 안동역에서는 ‘탈춤잔치’를, 영주역에서는 〈아리랑〉이 주제인 ‘놀이마당’을, 제천역에서는 ‘팔도특산물잔치’를, 원주역에서는 ‘국악잔치’를 열었다.
차량은 기관차 1량 외에 객차 3량, 무대객차 1량, 식당차 1량, 소화물차 1량, 발전차 1량 등 총 8량으로 구성되었으며, 전용 도색을 하였다. 기관차의 차호는 7311호였다.